# خط طول 104° غرب
خط طول 104° غرب هو أحد خطوط الطول الجغرافية، والتي تمتد من القطب الشمالي الجغرافي إلى القطب الجنوبي الجغرافي، وحسب التحويل الزمني يتأخر خط طول 104° غرب عن خط غرينتش بـ6 ساعات و56 دقيقة.

## من القطب إلى القطب
ينطلق خط طول 104° غرب من القطب الشمالي نحو القطب الجنوبي مرورا بالمناطق التي ترد في الجدول التالي:
| الإحداثيات                           | البلد أو الإقليم أو البحر | ملاحظات |
| ------------------------------------ | ------------------------- | --- |
| 90°0′N 104°0′W / 90.000°N 104.000°W  | المحيط المتجمد الشمالي    | |
| 79°22′N 104°0′W / 79.367°N 104.000°W | كندا                      | نونافوت — جزيرة اليف رينجنس [لغات أخرى]‏ |
| 78°14′N 104°0′W / 78.233°N 104.000°W | Maclean Strait            | |
| 77°9′N 104°0′W / 77.150°N 104.000°W  | كندا                      | نونافوت — Edmund Walker Island |
| 77°7′N 104°0′W / 77.117°N 104.000°W  | Desbarats Strait          | |
| 76°40′N 104°0′W / 76.667°N 104.000°W | كندا                      | نونافوت — جزيرة كاميرون [لغات أخرى]‏ و جزيرة فانير [لغات أخرى]‏ |
| 76°2′N 104°0′W / 76.033°N 104.000°W  | Byam Martin Channel       | مرورا بغرب Massey Island, نونافوت, كندا (في 75°56′N 103°55′W / 75.933°N 103.917°W) · مرورا بغرب Île Marc, نونافوت, كندا (في 75°52′N 103°48′W / 75.867°N 103.800°W) |
| 75°40′N 104°0′W / 75.667°N 104.000°W | Austin Channel            | |
| 75°24′N 104°0′W / 75.400°N 104.000°W | كندا                      | نونافوت — جزيرة بيام مارتن [لغات أخرى]‏ |
| 75°3′N 104°0′W / 75.050°N 104.000°W  | Parry Channel             | شعبة فيكونت ملفيل ساوند [لغات أخرى]‏ |
| 73°25′N 104°0′W / 73.417°N 104.000°W | M'Clintock Channel        | |
| 70°46′N 104°0′W / 70.767°N 104.000°W | كندا                      | نونافوت — جزيرة فيكتوريا (كندا) |
| 68°52′N 104°0′W / 68.867°N 104.000°W | خليج الملكة مود           | |
| 68°3′N 104°0′W / 68.050°N 104.000°W  | كندا                      | نونافوت الأقاليم الشمالية الغربية — من 64°24′N 104°0′W / 64.400°N 104.000°W ساسكاتشوان — من 60°0′N 104°0′W / 60.000°N 104.000°W |
| 49°0′N 104°0′W / 49.000°N 104.000°W  | الولايات المتحدة          | داكوتا الشمالية داكوتا الجنوبية — من 45°56′N 104°0′W / 45.933°N 104.000°W نبراسكا — من 43°0′N 104°0′W / 43.000°N 104.000°W كولورادو — من 41°0′N 104°0′W / 41.000°N 104.000°W نيومكسيكو — من 37°0′N 104°0′W / 37.000°N 104.000°W تكساس — من 32°0′N 104°0′W / 32.000°N 104.000°W                                                                          |
| 29°18′N 104°0′W / 29.300°N 104.000°W | المكسيك                   | ولاية شيواوا ولاية دورانغو — من 26°46′N 104°0′W / 26.767°N 104.000°W ولاية زاكاتيكاس — من 23°31′N 104°0′W / 23.517°N 104.000°W ولاية خاليسكو — من 22°21′N 104°0′W / 22.350°N 104.000°W ولاية ناياريت — من 21°27′N 104°0′W / 21.450°N 104.000°W Jalisco — من 21°15′N 104°0′W / 21.250°N 104.000°W ولاية كوليما — من 19°26′N 104°0′W / 19.433°N 104.000°W |
| 18°53′N 104°0′W / 18.883°N 104.000°W | المحيط الهادئ             | |
| 60°0′S 104°0′W / 60.000°S 104.000°W  | المحيط الجنوبي            | |
| 74°44′S 104°0′W / 74.733°S 104.000°W | القارة القطبية الجنوبية   | المطالب الإقليمية بالقارة القطبية الجنوبية |